# (10546) Nakanomakoto
(10546) Nakanomakoto – planetoida z pasa głównego asteroid okrążająca Słońce w ciągu 3 lat i 147 dni w średniej odległości 2,26 j.a. Została odkryta 28 marca 1992 roku przez Kina Endate i Kazurō Watanabe. Przed nadaniem nazwy planetoida nosiła oznaczenie tymczasowe (10546) 1992 FS1.